# Mojeauto.pl
Mojeauto.pl – polski serwis internetowy o tematyce motoryzacyjnej należący obecnie do Motor-Presse Polska Sp. z o.o., wcześniej należał do Grupy Allegro. Siedziba redakcji znajduje się we Wrocławiu. Powstał w 1999 roku i do 2011 działał jako samodzielna spółka. Serwis umożliwia internautom poszukiwanie i zakup samochodów oraz usług towarzyszących poprzez Internet. Jest źródłem bieżących informacji o tematyce motoryzacyjnej w szerokim ujęciu.

## Działanie
Portal mojeauto.pl złożony jest z wielu serwisów dedykowanych internautom zainteresowanym motoryzacją:
- konfigurator samochodów nowych – narzędzie umożliwiające wybór i konfigurację każdego samochodu, jaki jest oferowany w salonach dealerskich w Polsce
- motogazeta – motoryzacyjny serwis informacyjny
- autogaleria – obszerny katalog zdjęć motoryzacyjnych
- autogiełda – ogłoszenia motoryzacyjne
- motofinanse – centrum finansów motoryzacyjnych
- mojeauto.tv – internetowa telewizja motoryzacyjna
- testy, raporty, opinie – oceny samochodów, raporty spalania, raport awaryjności DEKRA, testy zderzeniowe Euro NCAP, testy samochodów, rankingi popularności
- forum – forum kierowców
- sklep – motoryzacyjny sklep internetowy z częściami, oponami, felgami i innymi akcesoriami
- na drogach – informacje o budowie dróg w Polsce

## Historia
Portal został założony w 1999 roku przez spółkę Internet Service S.A., jako pierwszy w Polsce internetowy salon samochodowy. W 2000 roku 50% akcji portalu objęły niemieckie fundusze venture capital bmp AG i CEEV GmbH. W maju 2007 roku 100% akcji objęła notowana wówczas na Giełdzie Papierów Wartościowych w Warszawie spółka Bankier.pl S.A. W maju 2010 serwis wraz ze swoim właścicielem został przejęty przez południowoafrykański koncern mediowy Naspers. 26 stycznia 2011 spółka została połączona z Grupą Allegro. W listopadzie 2013 serwis mojeauto.pl został włączony do serwisów firmy Motor-Presse Polska Sp. z o.o.